# Helluland

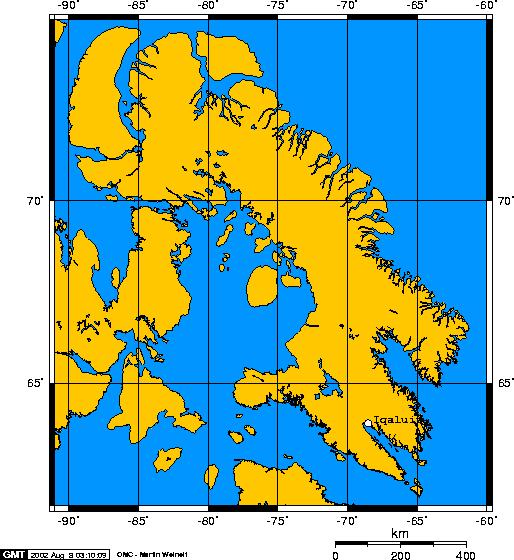
Projecció Mercator de l'Illa Baffin

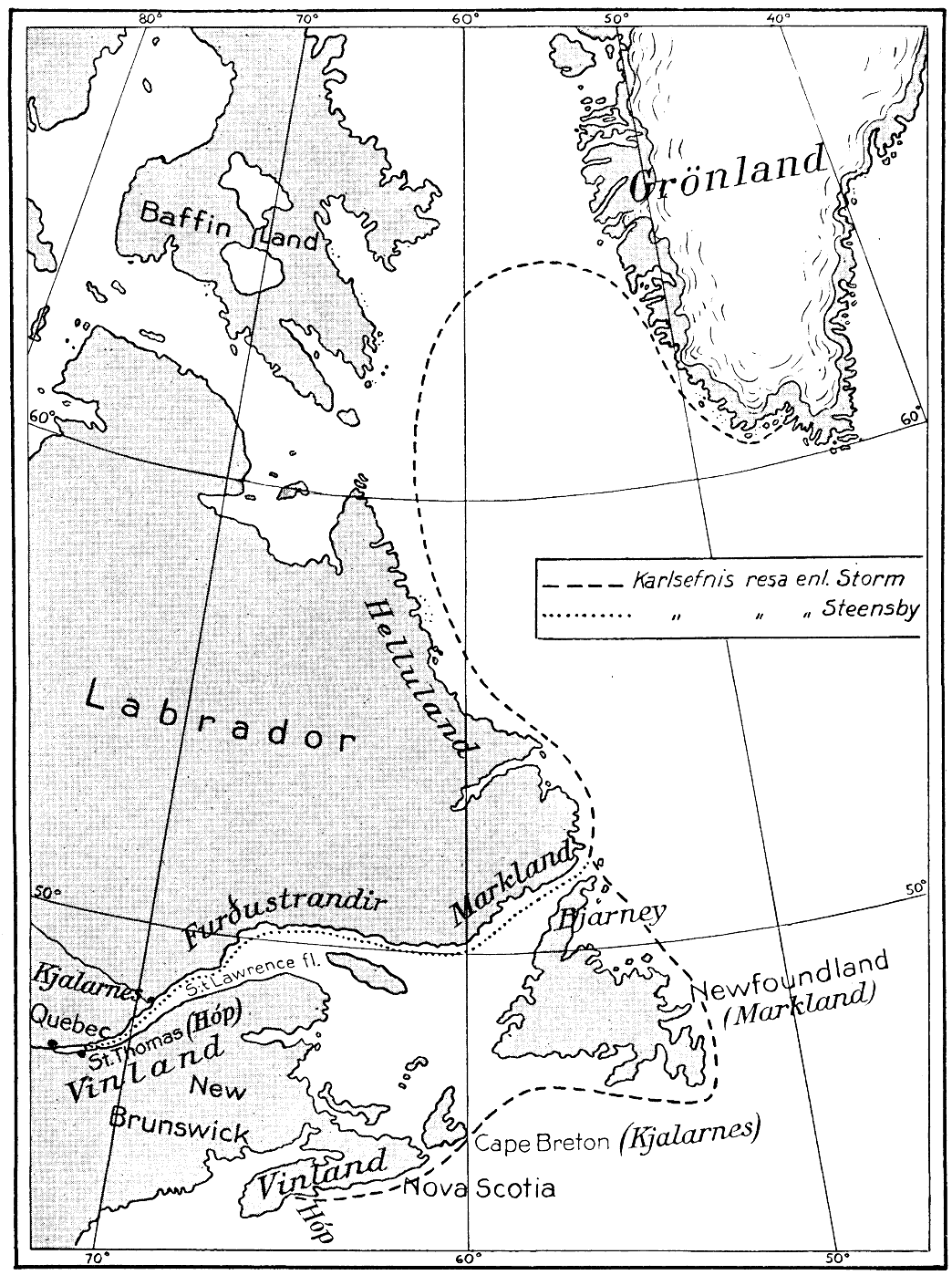
Mapa hipotètic de Vinland, Markland i Helluland (Nordisk Familjebok. 1921)

Helluland és el nom donat a un dels tres territoris descoberts per Leif Eriksson a Amèrica del Nord cap a l'any 1000.
Helluland està caracteritzat en les sagues (Eiríks saga rauða i Grœnlendinga saga) com una terra de pedres planes o de roques planes. Per tant, Helluland significaria País pedregós o País rocós. Els historiadors generalment estan d'acord a considerar que l'Illa de Baffin de Nunavut, Canadà era el que es coneixia com a Helluland. També podria ser que Helluland fos la costa de Labrador, la distància entre l'Illa de Baffin i la costa de Labrador és de només 300 km.
Probablement els vikings van establir contacte amb la cultura Dorset nativa de la regió, les sagues anomenen aquests pobles skrælings (homes lletjos). Sembla que aquests contactes no van tenir conseqüències culturals per cap de les dues bandes.
Helluland va ser el primer dels tres territoris nord-americans visitats per Eriksson. Com que la zona té un clima àrtic la va trobar poc adequada per establir-s'hi i continuà cap al sud fins Markland (probablement el Labrador) i Vinland (Illa de Terranova o altres zones del sud).
El setembre de 2008 el periòdic local Nunatsiaq News informà d'un treball arqueològic fet a l'Illa de Baffin on van trobar diversos artefactes d'origen europeu d'abans de l'any 1000 i, per tant, d'abans de l'arribada dels vikings.